# Vår flotta
Vår flotta, ursprungligen kallad Militärmarsch, är en svensk marsch komponerad av Ivar Widner (1891–1973) år 1917. Widner komponerade den som sitt opus 11 under titeln Militärmarsch, men när han 1935 blev musikdirektör vid Flottans Musikkår, Stockholm, lät han ändra titeln till Vår flotta. Marschen har varit Berga örlogsskolors (BÖS) marsch, och därefter marsch för Örlogsskolorna (ÖS). Den är en av de mest populära och inspelade marscherna.